# Eric Adolph Printzensköld
Eric Adolph Printzensköld, född 1718, död 15 juni 1796 i Sankt Olofs socken, Uppsala län, var en svensk adelsman och ryttmästare.

## Biografi
Erik Adolf Printzensköld föddes 1718 som son till ryttmästaren Carl Printzensköld vid Smålands kavalleriregemente och friherrinnan Eva Eleonora Roos. Han blev volontär vid Smålands kavalleriregemente 1734 och utnämnde till korpral den 22 december 1737. Utnämnd till livdrabant 7 januari 1743. Erhöll avsked 7 februari 1759 och blev Ryttmästare. Printzensköld utnämndes till Riddare av Svärdsorden den 28 april 1770. Han avled 1796 på Venngarns kungsgård i Sankt Olofs socken.
Printzensköld var en av Kungliga Musikaliska Akademiens stiftare 1771.

### Familj
Printzensköld gifte sig 11 december 1758 på Venngarn med Maria Hedvig Gerner (1721–1808), dotter till översten Albrecht Gerner och grevinnan Anna Gyllenborg.